# دهرابی
دهرابی (به انگلیسی: Dhrabi) یک منطقهٔ مسکونی در پاکستان است که در پنجاب واقع شده‌است. دهرابی ۱٫۶ کیلومتر مربع مساحت دارد ۴۰۸ متر بالاتر از سطح دریا واقع شده‌است.